# Monumento "Guerra nunca más" en Luboń
El monumento "Guerra nunca más" es una escultura erigida en Żabikowo, un distrito de la ciudad de Luboń, Polonia, en el lugar donde estaba situado el antiguo campo de internamiento alemán de Zabikowo desde 1943 hasta 1945. El monumento fue esculpido por Józef Gosławski; fue realizado de granito y arenisca. Fue inaugurado el 4 de noviembre de 1956 por el general polaco Zygmunt Berling.
El monumento exhibe a un hombre abrazando a una mujer y a un niño. En el pie del monumento se muestra la inscripción: Guerra nunca más (polaco: NIGDY WOJNY).

## Galería

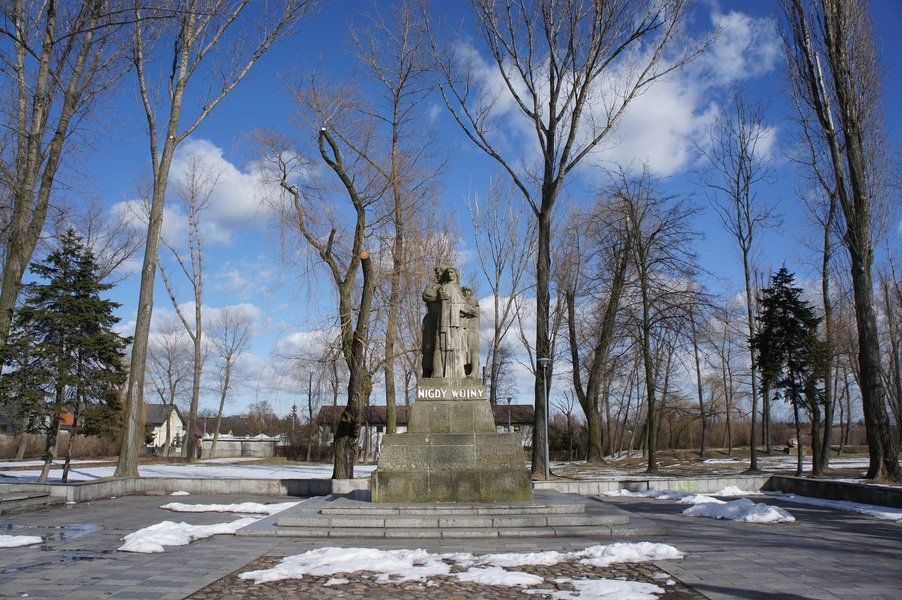
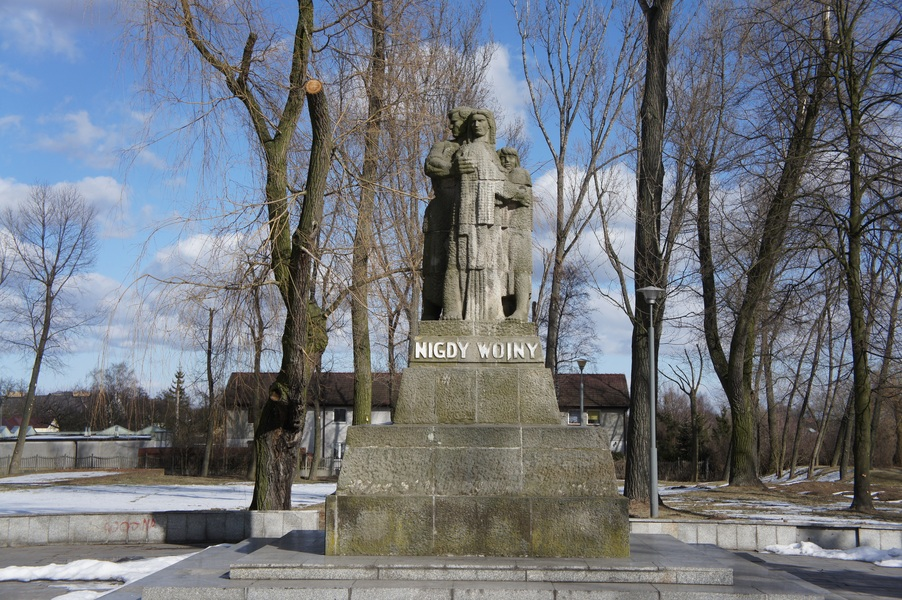
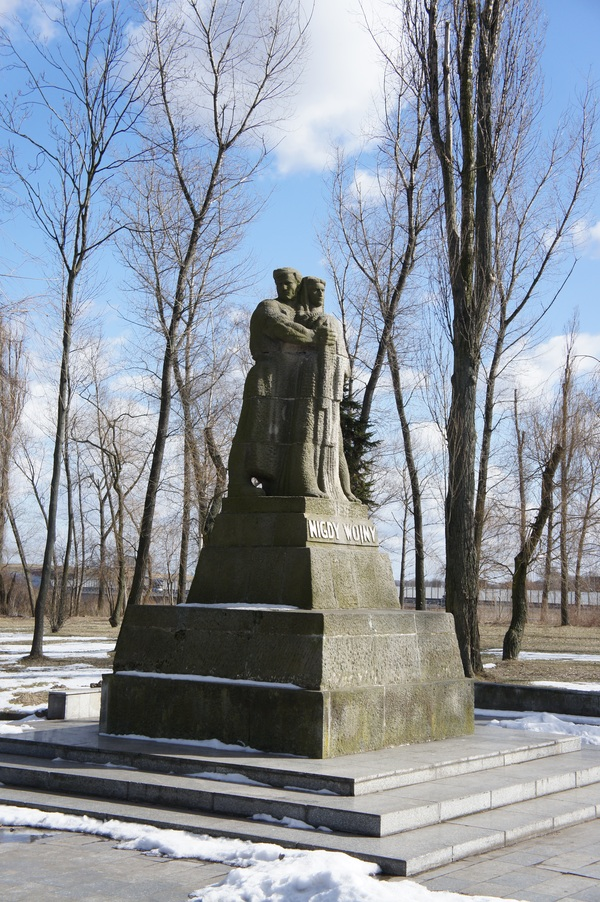
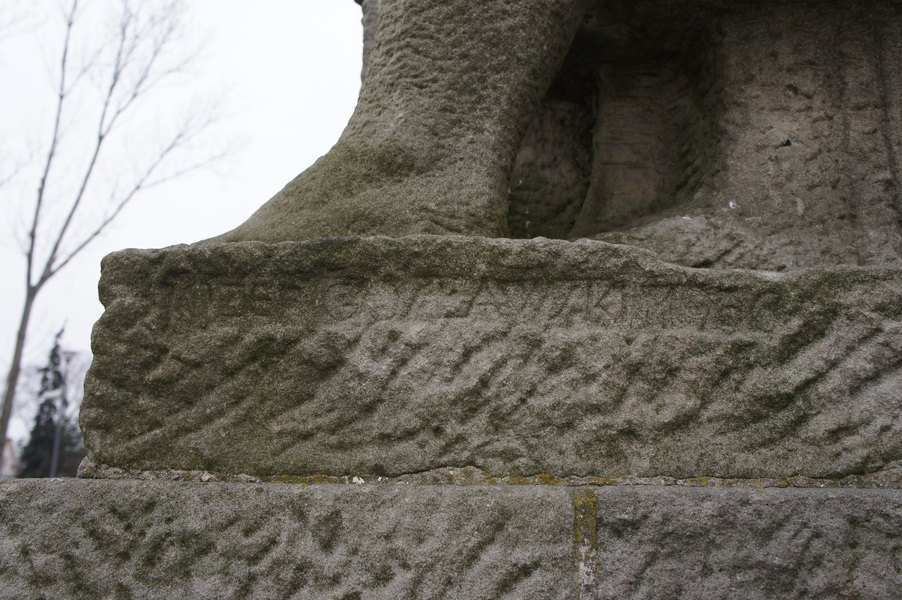
La firma de escultor: JÓZEF GOSŁAWSKI 1956